# Podstakannik

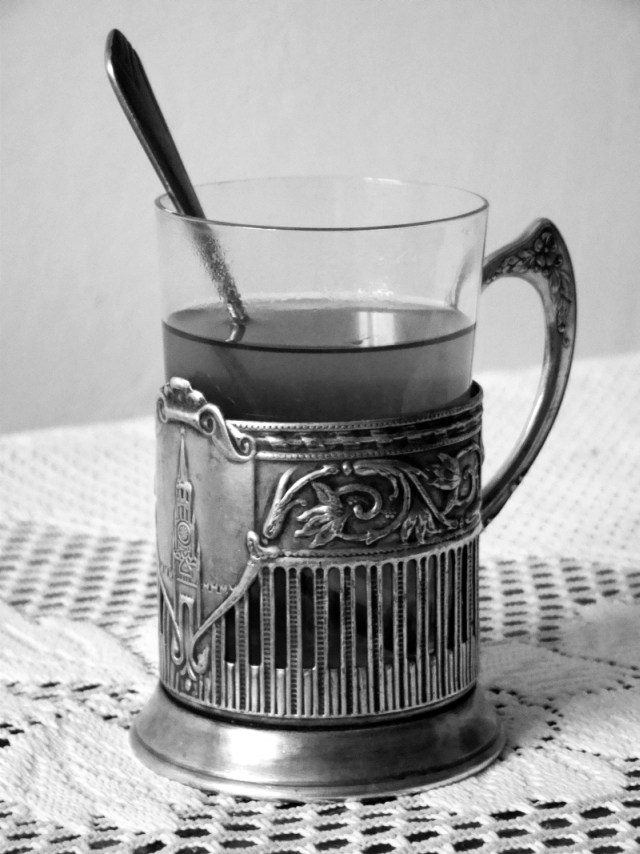
Um podstakannik de metal.

O podstakannik (подстака́нник, literalmente "coisa embaixo do copo") é um acessório na cultura russa e também encontrado em outros países, como Ucrânia e Bielorrússia, bem como em estados pós-soviéticos. Este suporte de metal, com uma alça, é projetado para acomodar copos de vidro (stakan) e é comumente usado para a tradicional cerimônia de beber chá na Rússia.
O objetivo principal do podstakannik é permitir que as pessoas segurem um copo de chá extremamente quente, que geralmente é consumido imediatamente após o preparo. Além disso, esse acessório também melhora significativamente a estabilidade do copo na mesa, evitando acidentes e derramamentos. O podstakannik é um símbolo da cultura russa, associado à hospitalidade e ao prazer de compartilhar uma xícara de chá quente em boa companhia.

## História
O podstakannik apareceu em Rússia no século XVIII. Alexandre Dumas indica que os homens bebem chá em copos, como nas tabernas, enquanto as mulheres o bebem em xícaras de porcelana em casa. Dado que é muito fácil queimar com um copo cheio de uma bebida quente, as tabernas têm o hábito de usar um recipiente de metal com alça.
No século XIX, os podstakanniks voltaram-se mais decorativos. Na época soviética, com frequência estavam enfeitados com a iconografía da URSS. Pelo geral estavam feitos principalmente de alpaca, cuproníquel e outras ligas com banho de níquel, prata ou ouro.